# Зон Файтер (телесеріал)
«Зон Файтер» (яп. 流星人間ゾーン, рюйсей нінґен зон; «Метеоритна людина Зон») — науково-фантастичний супергеройський кайдзю-серіал студії Toho. Він виходив на телеканалі Nippon Television з 2 квітня по 24 вересня 1973 року. Всього було знято 26 епізодів. Серіал був створений як відповідь Toho на популярні тоді серіали про Ультрамена та інші шоу, такі як «Камен Райдер» та «Андроїд Кікаідер». Це другий серіал Toho про супергероїв (першим був «Рейнбоумен», випущений у попередньому році). У серіалі з'явилися такі відомі кайдзю, як Ґодзілла, Кінг Гідора та Ґайґан. Він є каноном до фільмів про Ґодзіллу епохи Сьова, що підтверджують різноманітні офіційні джерела. Події «Зон Файтера» відбуваються між подіями фільмів «Ґодзілла проти Мегалона» та «Ґодзілла проти Мехаґодзілли» (1974).

## Персонажі

### Сім'я Сакіморі/Зон
Сім'я Сакіморі/Зон нагадує звичайну японську сім'ю, однак вони є прибульцями, які прибули на Землю після того, як їх рідну планету, Післенд (Землю Миру), знищили прибульці Ґароґи. Щоб зупинити вторгнення армії Ґароґ на Землю, троє членів сім'ї Сакіморі — Хікару (найстарший син), Хотару (його сестра) та Акіра (наймолодший син) — перетворюються на супергероїв Зон Файтера, Зон Ангела та Зон Юніора відповідно. Для цього вони вимовляють фразу «Зон Файт Повер!» («Сила Зон Файтера!»).
- Хікару Сакіморі/Зон Файтер — найстарший з трьох дітей, працює водієм-тестувальником автомобілів. Після перетворення на Зон Файтера, він може стати гігантським, вимовивши фразу «Зон Дабл Файт!» («Подвійний Удар Зона!»). Гігантська версія Зон Файтера також має обтічну металеву голову. Вимовивши фразу «Метеор Міссіл Міт!» («Метеоритна Ракетна Могутність!»), у нього з'являються пушки на зап'ястках рук, з який вистрілюють пулі. Вимовивши фразу «Метеор Протон Бім!» («Метеоритний Протонний Промінь!»), він може вистрілити променем зі своєї голови. Як і Ультрамен, Зон Файтер може ставити гігантським лише на деякий час. Після тривалої боротьби він виснажується, і на його голові світловий індикатор стає червоним, що означає, що йому потрібна підзарядка. Зіграний Кадзуєю Аоямою.
- Хотару Сакіморі/Зон Ангел — друга найстарша із дітей, відвідує вищу школу. Зіграна Казумі Кітахарою.
- Акіра Сакіморі/Зон Юніор — наймолодший з дітей, відвідує початкову школу. Зіграний Кендзі Сатою.
- Йоічіро Сакіморі — батько трьох дітей. Він є керівником Інституту дослідження іграшок, що і пояснює, чому окремі члени сім'ї теж пов'язані з іграшками. Він винаходить різноманітні пристрої та транспортні засоби, які використовуються Хікару, Хотару та Акірою для боротьби з Ґароґами. Зіграний Сьодзі Накаямою.
- Тсукіко Сакіморі — жінка Йоічіро і мати трьох дітей, зіграна Сачіко Козукі.
- Раіта Сакіморі/Зон Ґрейт — батько Йоічіро і дідусь трьох дітей. Для того, щоб визволити своїх внуків з біди, він використовує Великий супутник Раідекі. Зіграний Шіро Амасукою.
- Ґодзілла — гігантський динозавр-мутант, союзник сім'ї Зон. Як правило, його викликають лише у надзвичайних ситуаціях, коли Зон Файтеру потрібна допомога у боротьбі з Ґароґами. Сім'я Зон навіть побудувала йому печеру Ґодзілли, однак у кадрі вона з'являється лише в 21 епізоді. Ґодзілла з'явився у 4, 11, 15, 21 і 25 епізодах шоу. Його зіграли Тору Каваі (який зіграв його у фільмі «Ґодзілла проти Мехаґодзілли» 1974 року) та Ісао Цуші (який зіграв його у фільмі «Терор Мехаґодзілли»).

#### Арсенал сім'ї Зон
- Mighty Liner — автомобіль Зон Файтера, який трансформується з гоночного автомобіля Skyline GT. Вміє літати.
- Smokey — мініатюрний літак Зон Ангела та Зон Юніора. Названий так, оскільки перебуває в хмарі до того, як його викличуть. За допомогою променя Smokey Зон Ангел та Зон Юніор можуть зарядити Зон Файтера, коли той виснажений.
- Bolt Thunder/Great Raideki — хмара, контрольована Раітою Сакаморі. Вистрілює руйнівні блискавки, які можуть поранити Терор-звірів.

### Ґароґи
Ґароґи — раса космічних інопланетян з планети Ґароґа. Вони бувають червоного, чорного, синього та жовтого кольорів. На своїй голові вони мають антени, які вони можуть знімати та хапати щось ними. Вони керують гігантським супутником у космосі та трохи нагадують марсіан з фільму «Марс атакує!».
- Золотий Ґароґа (інколи Барон Ґароґа) — лідер армії Ґароґ, носить капелюх, яка показує його владу. Був озвучений Мунемароу Коудою, який пізніше зіграв доктора Мена у серіалі 1984 року «Choudenshi Bioman» та Ґорма Імператора XV в серіалі 1993 року «Gosei Sentai Dairanger».
- Срібні Ґароґи — прислужники інших Ґароґ.
- Червоні Ґароґи — генерали Ґароґ, зазвичай лідери групи срібних Ґароґ, яких відсилають на Землю атакувати сім'ю Зон.
- Білі Ґароґи — науковці Ґароґ. Створюють Терор-звірів, яких відсилають знищити Зон Файтера та землян.
- Ікс-Агенти Ґароґ — ескадрон найпідготовленіших Ґароґ, вони були останньою зброєю, яку вислали боротися з Зон Файтером в останньому епізоді. Пізніше вони злилися в монстра Ґротоґауроса.

#### Терор-звірі
Терор-звірі — різноманітні гігантські монстри, вислані Ґароґами для того, щоб атакувати сім'ю Зон та Землю. Найчастіше висилаються за допомогою ракети, яка вирушає з бази Ґароґ. Іноді Терор-звірі — це Ґароґи, які злилися та перетворилися на гігантського монстра.
- Ред Спара (серія 1)
- Джікіро (серії 1, 22, 25)
- Дестро-Кінг (серії 2 та 12)
- Дорола (серія 3)
- Ваґілар (серія 4)
- Спілер (серії 4 та 12)
- Кінг Гідора (епізоди 5 і 6); у серіалі Кінг Гідора знаходиться під контролем Ґароґ. Також він єдиний монстр у серіалі (крім Ґодзілли), який не помер.
- Драґон Кінг (серії 7 та 12)
- Ґілморас (серія 7)
- Ґеллдера (серія 8)
- Ґароґа Спайдер (серія 9)
- Ґароґа Ґорілла (серія 9)
- Спайдер Урос (серії 9 та 25)
- Джипудоро (серія 10)
- Шадора (серія 10)
- Ґайґан (серія 11); у серіалі Ґайґан втратив здатність літати, однак отримав здатність утворювати вибухи за допомогою своїх кігтів. Спершу він був переможений Ґодзіллою, однак після того, як Ґароґи його відновили, Зон Файтер переміг його в кінці епізоду.
- Баракідон (серія 12)
- Ґапоборґ (серії 13 та 25)
- Дедраґон (серія 14)
- Зандолла (серія 15)
- Моґуранда (серії 16 та 25)
- Баруґас (серія 17)
- Ґондарґілас (серії 18 та 19)
- Ґораму (серія 20)
- Джеллар (серія 21)
- Кастам-Джеллар (серія 21)
- Бакуґон (серія 23)
- Нідлар (серія 24)
- Кабутоджі (серія 25)
- Ґротоґаурос (серія 26)

## В ролях[2]
- Кадзуя Аояма — Хікару Сакіморі
- Татсумі Нікамото — Зон Файтер (нормальний розмір), Ґароґи
- Міку Кусумі — Зон Файтер (гігантський)
- Казумі Кітахара — Хотару Сакіморі
- Кендзі Сато — Акіра Сакіморі
- Сьодзі Накаяма — Йоічіро Сакіморі
- Сачіко Козукі — Тсукіко Сакіморі
- Шіро Амасука — Раіта Сакіморі
- Хідеакі Обара — Такеру Кастл
- Мунемароу Коуда — Золотий Ґароґа (голос)
- Ісао Цуші — Ґодзілла, Терор-звірі
- Тору Каваі — Ґодзілла
- Кійосі Кобаясі — оповідач